# Фарфоровая луна
«Фарфоровая луна» (англ. China Moon; другое название — «Китайская луна») — неонуаровый триллер режиссёра Джона Бэйли. В главных ролях снялись Эд Харрис, Мэделин Стоу и Бенисио дель Торо. Фильм был завершён в 1991 году, однако из-за банкротства кинокомпании вышел на экраны только в 1994 году.

## Сюжет
Действие картины происходит в одном из южных американских городов недалеко от Майами. Детективы Кайл Бодайн (Эд Харрис) и Ламар Дикки (Бенисио дель Торо) осматривают место убийства. Кайл даёт молодому Ламару уроки ведения расследования, подчёркивая, что все убийцы делают глупые ошибки, в результате чего и попадаются.
В местном баре Кайл знакомится с молодой красавицей Рейчел Манро (Мадлен Стоу) и сразу же влюбляется в неё, но она неожиданно уходит. Как выясняется, Рейчел является женой богатого банкира Руперта Манро (Чарльз Дэнс), который изменяет ей со своей молодой сотрудницей Адель. Рейчел получает от частного детектива компрометирующие фотографии своего мужа и к моменту его возвращения домой напивается, что приводит к скандалу между ними.
Кайл разыскивает Рейчел, и вскоре между ними начинается роман. Они проводят романтический вечер, катаясь на лодке по озеру. Кайл показывает на большую луну и рассказывает, что его бабушка называла такую луну фарфоровой, поскольку она похожа на большое фарфоровое блюдо. Рейчел и Кайл купаются обнажёнными в ночном озере. Влюблённый Кайл уговаривает Рейчел развестись с мужем.
Однажды Кайл и Ламар приезжают в дом Манро по вызову соседей о шуме. Рейчел избита, но Руперт говорит, что всё в порядке и это обычное дело. Позднее Рейчел приезжает к Кайлу и начинает мечтать о том, как бы убить Руперта. Она говорит, что даже купила пистолет 9 калибра.
После очередной ссоры с мужем Рейчел уезжает в Майами, регистрируется в гостинице и берёт напрокат автомобиль, не замечая, что за ней следит Адель. Когда среди ночи Рейчел незаметно покидает гостиницу, Адель проникает в её номер.
Рейчел приезжает к Кайлу, и вместе с ним едет в свой дом, чтобы собрать вещи. Кайл не замечает, как Руперт возвращается домой. Между Рупертом и Рейчел возникает очередная ссора, в результате которой она убивает мужа из купленного ей пистолета.
Кайл приходит в дом, видит произошедшее и собирается вызвать полицию, но Рейчел останавливает его, говоря, что подозрение падет на неё из-за того, что у неё есть мотив (деньги мужа и неприязненные отношения с ним), а также то, что её поездка в Майами очень похожа на попытку устроить себе алиби. Кайл помогает ей скрыть следы преступления, избавившись от тела, ликвидировав пулевые отверстия в стене и стерев все отпечатки. Труп Руперта Кайл топит в том же озере, где катался с Рейчел на лодке.
Рейчел тайно возвращается в отель в Майами и проводит следующий день как ни в чём не бывало. Вернувшись в свой дом, Рейчел звонит в банк, делая вид, что ищет мужа. После того, как в течение суток Руперт не появляется, Рейчел обращается в полицию. По вызову прибывают Кайл и Ламар, который сразу начинает подозревать Рейчел в том, что она замешана в этом деле и могла убить мужа с помощью одного из своих любовников. Кайл начинает сомневаться в том, что Рейчел сказала ему всю правду об этом деле.
Вскоре Ламар получает анонимное сообщение о том, что недалеко от озера обнаружена машина Руперта. Водолазы находят в озере тело Руперта. Из тела извлекают пулю 38 калибра, револьвер именно такого калибра использует и Кайл. Кайл вспоминает, что Рейчел в своё время выяснила у него калибр его оружия.
Во время обыска в доме Манро Кайл находит в шкафу Рейчел фотографии Руперта и Адель. Тем временем один из экспертов обнаруживает пулевое отверстие в стене, из которого извлекает пулю 38 калибра. Начальник временно отстраняет Кайла от участия в расследовании и просит сдать его пистолет на экспертизу.
Позднее Ламар приезжает за Кайлом и привозит его на допрос. Оказывается, что номер сданного Кайлом пистолета не соответствует зарегистрированному в полиции номеру. Во время поездки Кайл обращает внимание на компас на передней панели автомобиля Ламара. Вернувшись после жёсткого допроса домой, Кайл снова рассматривает найденные у Рейчел фотографии и видит на одной из них отражение точно такого же компаса, какой стоит у Ламара.
Адель встречается с Ламаром, и он платит ей за участие в деле, после того, как она показывает ему билет, подтверждающий, что она уезжает из города. Ламар обещает заплатить ей остаток после того, как сам получит свою долю.
Кайл пробирается в дом Рейчел, и требует объяснений. Она сознается, что боялась, что Руперт оставит её без денег, и Ламар придумал план, в соответствии с которым она унаследовала бы всё состояние Руперта. Хотя в плане Ламара Кайл служил лишь козлом отпущения, по ходу дела Рейчел по-настоящему влюбилась в него.
По требованию Кайла Рейчел договаривается о встрече с Ламаром в баре. Кайл подходит к Ламару и говорит, что раскрыл его план. Что это Ламар подменил пули перед экспертизой и подменил пистолет. Служебный пистолет Кайла Ламар спрятал в своей машине. Бармен видит, как Кайл под угрозой оружия уводит Ламара, и вызывает полицию. Пока Ламар роется под сиденьем в поисках револьвера, прибывает полиция. В потасовке Ламар толкает руку Кайла, раздаётся выстрел, и полиция открывает по Кайлу ответный огонь, убивая его. Рейчел подбегает к Кайлу, достаёт спрятанный в автомобиле револьвер и убивает Ламара.

## В ролях
| Актёр              | Роль          |
| ------------------ | ------------- |
| Эд Харрис          | Кайл Бодайн   |
| Мэделин Стоу       | Рэйчел Манро  |
| Чарльз Дэнс        | Руперт Манро  |
| Патриция Хили      | Адель         |
| Бенисио дель Торо  | Ламар Дикки   |
| Тим Пауэлл         | Фрейкер       |
| Прюитт Тэйлор Винс | Дэрил Джитерс |
| Ларри Шулер        | патрульный    |

## Художественные особенности и анализ
«Фарфоровая луна» — недорогой, стильный неонуаровый триллер с хорошей долей саспенса. Сюжет, настроение и тематика фильма почерпнуты из классических фильмов нуар 1940-х годов, а также неонуаров, вошедших в моду в 1980-е годы. Как и в большинстве нуаров, сюжет представляет собой запутанную сеть событий с неожиданными сюжетными поворотами, включающую убийства, подтасовку фактов, тайные сговоры, измену, обман и предательство, в основе которых лежат алчность, личная ненависть, корысть и любовная страсть.
Картина продолжает традицию таких знаменитых нуаровых фильмов, как «Двойная страховка» (1944) Билли Уайлдера, где роковая женщина соблазняет и использует страхового агента для убийства своего мужа таким образом, чтобы получить двойную сумму страховки за его смерть в результате несчастного случая. В фильме Орсона Уэллса «Леди из Шанхая» (1949) героиня Риты Хейворт соблазняет моряка и вовлекает его в сложную паутину заговора с целью получить наследство мужа, а самого моряка выставить в качестве убийцы.
В 1980-е годы вышел целый ряд психологических криминальных триллеров, развивавших стилистику нуара, и во многом предвосхитивших появление «Фарфоровой луны». Атмосфера удушающей жары американского юга впервые очень удачно обыграна в криминально-сексуальном неонуаре «Жар тела» (1981) Лоуренса Кэздана. В этом фильме, как и впоследствии в «Фарфоровой луне», роковая женщина (Кэтлин Тернер) использует свои чары, чтобы соблазнить неудачливого адвоката (Уильям Херт) и вступить с ним в преступный заговор с целью убийства своего богатого мужа-негодяя, а затем делает из своего любовника козла отпущения. Но если герой Херта изначально предстает как морально слабая личность, с готовностью убивающая человека, то Харрис представляет тип правильного копа, который против своего желания соглашается стать сообщником в убийстве. В целом, с точки зрения общей атмосферы, сюжета, постановки, съёмки, музыки и игры актёров «Жар тела» смотрится как более сильный предшественник «Фарфоровой луны».
В «Зазубренном лезвии» (1985) Ричарда Маркванда герой Джеффа Бриджеса, убивший ради большого наследства собственную жену, использует своё мужское обаяние, чтобы соблазнить талантливую женщину-адвоката (Гленн Клоуз), которая вытаскивает его из практически безнадёжной ситуации в суде, только в самом конце понимая, что спасала убийцу. Жара южной Луизианы вновь становится важным элементом атмосферы в криминальном триллере «Без пощады» (1986), где чикагский детектив (Ричард Гир) пытается прижать жестокого мафиози и одновременно заполучить его сексуальную подругу (Ким Бейсингер).
Сюжетный поворот «Фарфоровой луны» имеет определённое сходство с картиной «Нет выхода» (1987), где главный герой должен вести расследование убийства и одновременно скрывать тот факт, что он и есть то лицо, которое ему надо найти. Аналогичный поворот темы был и классическом нуаре 1948 года «Большие часы», где криминальный обозреватель по поручению редакции ведёт поиски подозреваемого в убийстве. Но так как этим подозреваемым является он сам, соответственно он пытается максимально запутать ход расследования. В фильме Джона Даля «Убей меня снова» (1989) преступная красавица ловко использует частного детектива (Вэл Килмер), чтобы присвоить похищенные деньги, инсценировать собственную смерть, а самого детектива сделать подозреваемым в убийстве.
Автор сценария «Фарфоровой луны» Рой Карлсон очень многое позаимствовал как из перечисленных выше, так и из некоторых аналогичных фильмов, в результате сюжет получился излишне вторичным (все время что-то напоминает, особенно «Жар тела»). Другая слабость сценария — надуманность некоторых ситуаций, целый ряд сюжетных натяжек и дыр, что значительно снижает убедительность истории. И, наконец, в отличие от большинства качественных нуаров, диалоги в фильме страдают от отсутствия ярких, остроумных и афористичных фраз.
Режиссёр фильма Джон Бейли (1946) довольно удачно дебютировал в этом, новом для себя качестве. До этого он был известен исключительно как оператор таких популярных картин, как «Американский жиголо» (1980), «Люди-кошки» (1982), «Большое разочарование» (1983), «Мисима: Жизнь в четырёх главах» (1985), «Случайный турист» (1988) и других. Однако и как постановщик он показал себя достаточно квалифицированным специалистом с неплохим чувством стиля, умением выстроить мизансцену и обеспечить темп повествования. Бейли умело управлял актёрами и нагнетал напряжённость, не забывая о формировании увлекательной визуальной картинки, задающей фильму нужное настроение и атмосферу.
Под профессиональным руководством Бейли оператор Вилли Карент нарисовал мрачную, пропитанную зноем и дождем нуаровую картину, задавая психологически несложному фильму нужное настроение и объём. Скромность бюджета вынудила перенести основные съёмки в бары, рестораны, гостиницы и частные дома, однако художник картины достойно справился с работой, обеспечив красивые натурные места съёмки южной природы, и особенно, красоту съёмок на озере. Созданию атмосферы нуарового саспенса способствует и удачный саундтрек Джорджа Фентона, написанный в лучших традициях жанра неонуар.
Главная сила картины заключается в актёрской игре, если и не выдающейся, то более чем достойной. Харизматичный Харрис придаёт своему персонажу психологическую глубину в роли детектива, который от любовной страсти настолько теряет голову, что из уверенного в себе и все контролирующего копа в мгновение ока превращается в загнанного зверя, не способного трезво оценить ситуацию и использовать свой богатый профессиональный опыт и ум, чтобы своевременно разоблачить преступников. 33-летняя Стоу в период расцвета своей красоты удачно исполнила роль типичной нуаровой роковой женщины, которая с помощью сексуальных чар умело манипулирует попавшим в её сети мужчиной, склоняя его к преступлению. На следующий год Стоу сыграла в похожем триллере «Незаконное проникновение» (1992), где её героиня становится жертвой сексуального преследования со стороны порочного копа (Рэй Лиотта), идущего на преступление ради удовлетворения своих желаний. Интересно было также увидеть совсем молодого и худого, 24-летнего Бенисио дель Торо в роли на вид простоватого копа, под личиной которого скрывался алчный злодей и криминальный мозг всей этой замысловатой интриги.